# Revista Nueva
Revista Nueva fue una revista creada en 1935 por los jóvenes escritores Nicanor Parra y Jorge Millas, y por el pintor Carlos Pedraza. La revista estaba destinada a los inspectores, profesores y alumnos del Internado Nacional Barros Arana, de donde los tres amigos habían egresado hace un par de años, y donde actualmente trabajaban como inspectores. Creada inicialmente para tener una frecuencia trimestral, la revista solo alcanzó a lanzar dos números antes de su cierre, en 1936.

## Relevancia histórica
Si bien esta revista tuvo inicialmente un impacto exclusivamente local, tiene un valor histórico importante, pues en ella se publicaron los primeros textos del futuro antipoeta Nicanor Parra. En el primer número, publicó sus poemas «Ensueño», «Nostalgia» y «Silencio», agrupados bajo el título común «Sensaciones», junto a uno de sus escasos textos narrativos, el cuento «Gato en el camino», un irreverente texto en verso libre que le valió una amonestación del rectorado. En el segundo número, publicó un segundo texto narrativo, titulado «El ángel (tragedia novelada)». Un fragmento de este último texto, junto a todos los del primer número de la revista, serían publicados setenta años después, en 2006, en sus Obras completas & algo + (1935-1972).
Según el propio Nicanor Parra, el origen de la antipoesía se remonta a la fundación de esta revista:

El colegio era campeón de básquetbol y fútbol, por lo que a los atletas los consideraban héroes. A mí, Jorge Millas, Carlos Pedraza y Luis Oyarzún, que formábamos un grupo de intelectuales, nos llamaban los filósofos y, según los deportistas, filósofo era sinónimo de pelotudo. Se dio la clásica rivalidad entre espartanos y atenienses. Decidimos que teníamos que revertir esta situación y para ser aceptados se nos ocurrió hacer un tipo de literatura humorística, con muchos chistes y bromas, que era aceptada por ellos. Fue una transacción en la que el último hombre arrasaría con el súper hombre. Se produjo el choque entre pedantería y vulgaridad; nosotros éramos los pedantes, ellos los vulgares, y la síntesis dialéctica entre ambos, es la antipoesía.
Nicanor Parra, 2002.